# Herpèsvirus humain
Les herpèsvirus humains sont les virus à ADN de la famille des Herpesviridae qui provoquent des maladies chez l'Homme. On en connaît neuf types,, :
- HHV-1, l'Herpes simplex virus-1 ou HSV-1 ;
- HHV-2, l'Herpes simplex virus-2 ou HSV-2 ;
- HHV-3, le Varicella zoster virus ou VZV ;
- HHV-4, l'Epstein-Barr virus ou EBV ;
- HHV-5, le Cytomegalovirus ou CMV ;
- HHV-6A et HHV-6B, les Human herpesvirus 6 ;
- HHV-7, le Human betaherpesvirus 7 ;
- HHV-8, le Kaposi's sarcoma-associated herpesvirus ou KSHV.